# IC 2395
IC 2395是船帆座中的一個疏散星團。

## 觀測史
尼古拉-路易·德·拉卡伊星表的條目III.3可能是IC 2395（通常被視為失踪）。根據拉卡伊的紀錄，該天體由一顆“6 等恆星，通過星雲與南方恆星相接”，並給出坐標 RA=08:42.2，Dec=-48:04 。拉卡伊於1752年2月17日觀測到它。
IC 2395於1908年由索倫·歐文·貝利獨立發現。西德尼·范登贝赫和Gretchen Luft Hagen也在1975年對該星團進行了編目。vdBH 47的坐標與IC 2395 的坐標相當一致，它們是同一個星團的假設也得到了Clariá 等人的支持，他們估計其直徑為19角分。

## 外部連結
- WikiSky上关于IC 2395的内容：DSS2, SDSS, GALEX, IRAS, 氢α, X射线, 天文照片, 天图, 文章和图片